# Godwin Efejukwu
Godwin Efejukwu – nigeryjski piłkarz grający na pozycji napastnika. W swojej karierze grał w reprezentacji Nigerii.

## Kariera klubowa
W swojej karierze piłkarskiej Efejukwu grał w klubie Lagos Police FC.

## Kariera reprezentacyjna
W 1978 roku Efejukwu został powołany do reprezentacji Nigerii na Puchar Narodów Afryki 1978. Był w nim rezerwowym i nie rozegrał żadnego spotkania. Z Nigerią zajął 3. miejsce w tym turnieju.